# Wendy Moniz
Wendy Moniz Grillo, née le 19 janvier 1969, est une actrice de télévision américaine, surtout connue pour ses rôles de Dinah Marler dans le feuilleton CBS Guiding Light, de Rachel McCabe dans Nash Bridges et de Louisa Archer dans The Guardian. De 2013 à 2014, Moniz a joué le rôle d'Elaine McAllister dans la série dramatique Betrayal d'ABC.

## Carrière
Moniz a fait ses débuts à la télévision dans le feuilleton télévisé de CBS Guiding Light dans le rôle de Dinah Marler . Elle a joué le rôle d'une série régulière de 1995 à 1999 et a été nommée pour deux Soap Opera Digest Awards. Moniz est revenu plus tard en tant que qu'invitée de marque en 2000 et 2002.
En 1999, Moniz a décroché un rôle dans le pilote de la série dramatique de CBS Partners. La même année, elle joue le rôle principal dans l'adaptation télévisuelle du livre de Mitch Albom Tuesdays with Morrie. Ensuite, elle joue régulièrement dans la série comique de courte durée de NBC Battery Park en face d'Elizabeth Perkins. À l'automne 2000, Moniz est choisie pour jouer le rôle de Rachel McCabe dans la sixième et dernière saison de la série CBS Nash Bridges. Elle a ensuite joué le rôle de Louisa "Lulu" Archer dans la série CBS The Guardian aux côtés de Simon Baker. La série a été diffusée de 2001 à 2004. Moniz a joué dans un épisode du drame NBC Law & Order en 2005 et a joué un rôle récurrent en tant que Stacey Walker dans la comédie dramatique d'ABC Big Shots en 2007. Elle est apparue plus tard dans le rôle de Jill Burnham dans la série FX Damages de 2009 à 2010. En 2010, elle a été choisie pour incarner l' amour de Tom Selleck dans le drame policier de CBS Blue Bloods, mais le rôle a été refondu avec Andrea Roth ,. Elle est apparue plus tard dans le rôle récurrent du maire de Llanview Finn - qui succède au maire sortant Dorian Lord dans le feuilleton de jour ABC One Life to Live en 2011. Elle est également apparue dans la série ABC 666 Park Avenue en 2012.
En mars 2013, Moniz a fait face à Stuart Townsend, James Cromwell et Hannah Ware de la série dramatique ABC Betrayal réalisée par Patty Jenkins et basée sur la série dramatique néerlandaise Overspel . En 2014, Moniz a joué le rôle principal dans le film dramatique indépendant The Grief of Others réalisé par Patrick Wang . Elle est ensuite apparue dans les séries Netflix Daredevil et House of Cards . En 2016, elle a été choisie pour jouer un rôle récurrent en tant qu'amoureuse de son vrai mari, Frank Grillo, dans le drame de DirecTV Kingdom. En 2018, elle a joué le gouverneur Lynelle Perry dans la série dramatique de Paramount Network, Yellowstone.

## Vie privée
Moniz, d'origine portugaise et irlandaise, est né à Kansas City, Missouri. Elle a fréquenté le Siena College à Loudonville dans l'état de New York en 1991. Elle a épousé David Birsner en 1991, mais le couple a divorcé en 1996. Elle a épousé son ancienne co-star de Guiding Light, Frank Grillo en octobre 2000, et s'est séparée de lui en février 2020,. Le couple a deux fils.

## Filmographie
| An        | Titre                  | Rôle                     | Remarques |
| --------- | ---------------------- | ------------------------ | --- |
| 1995-1999 | Haine et Passions      | Dinah Marler             | Série régulière Nommé - Soap Opera Digest Award pour la nouvelle venue exceptionnelle (1996) Nommé - Soap Opera Digest Award pour la meilleure jeune actrice principale (1997) |
| 1999      | Les Partenaires        | Maggie Spivak            | Pilote de télévision |
| 1999      | Les Mardis avec Morrie | Janine                   | téléfilm |
| 2000      | Parc de la batterie    | Maria DiCenzo            | Série régulière, 7 épisodes |
| 2000      | Les autres             | Eva                      | Épisode : La vie est pour les vivants |
| 2000-2001 | Nash Bridges           | Insp. Rachel McCabe      | Série régulière, 22 épisodes |
| 2001–2004 | Le gardien             | Archer Louisa "Lulu"     | Série régulière, 58 épisodes |
| 2005      | La loi et l'ordre      | Arlène Tarrington        | Épisode : La Maison des cartes |
| 2007      | Gros Coups             | Stacey Walker            | Rôle récurrent, 4 épisodes |
| 2009–2010 | Dégâts                 | Jill Burnham             | Rôle récurrent, 7 épisodes |
| 2011      | Une vie à vivre        | Maire Kathleen Finn      | rôle récurrent |
| 2012      | 666, avenue du Parc    | Ingrid Weismann          | Épisode : Héros complexe |
| 2013-2014 | Trahison               | Elaine McAllister        | Série régulière, 13 épisodes |
| 2015      | Le Deuil des autres    | Ricky Ryrie              | |
| 2015      | casse-cou              | Jennifer Fisher          | Épisode : Lapin dans une tempête de neige |
| 2016-2017 | Château de Cartes      | Laura Moretti            | Rôle récurrent, 7 épisodes |
| 2016      | Royaume                | Roxanne Dunn             | Rôle récurrent, 7 épisodes |
| 2016-2017 | Pur Génie              | Julianna Wallace         | Rôle récurrent, 4 épisodes |
| 2017      | Routier                | Jessica                  | |
| 2018-2024 | Yellowstone            | Gouverneur Lynelle Perry | Rôle récurrent, 7 épisodes |